# Attack of the Puppet People
Attack of the Puppet People é um filme ficção científica e terror americano dirigido por Bert I. Gordon e lançado em 1958.